# 李春光 (明朝)
李春光（1542年—1622年），字輝甫，號實吾，山西平陽府解州人，民籍，明朝政治人物。

## 生平
嘉靖四十年（1561年）辛酉科山西鄉試第三十九名舉人，隆慶二年（1568年）中式戊辰科會試第三百二十八名，三甲進士，授保寧府推官，精明公廉，升戶部主事，歷員外郎、郎中，萬曆十一年十一月升陝西按察司副使，晉本省右參政，十七年八月升本省按察使，駐寧夏，十九年閏三月調補整飭洮岷地方兵備陝西按察使，升陜西右布政使，二十年四月轉左布政使，十一月擢右僉都御史，巡撫延綏、贊理軍務。二十三年十月升右副都御史，十一月升戶部左侍郎，二十五年三月改任兵部左侍郎、協理京營戎政，五月敘延鎮文武將士功，加升右都御史，蔭一子錦衣衛試百戶世襲，不久去職聽用。年七十九卒，賜祭葬，贈兵部尙書、太子少保。著有《中丞疏稿》。

## 家族
曾祖李慶；祖父李壽；父李憲，母王氏。慈侍下。弟李春澤。從兄李瑤（進士）、李瑱（同科進士）。